# Mukhani
Mukhani es una ciudad censal situada en el distrito de Nainital,  en el estado de Uttarakhand (India). Su población es de 22475 habitantes (2011). Se encuentra a 22 km de Nainital.

## Demografía
Según el censo de 2011 la población de Mukhani era de 22475 habitantes, de los cuales 11562 eran hombres y 10913 eran mujeres. Mukhani tiene una tasa media de alfabetización del 91,83%, superior a la media estatal del 78,82%: la alfabetización masculina es del 95,19%, y la alfabetización femenina del 88,32%.